# Sant Joan de Vedats
Sant Joan de Vedats (en francès Saint-Jean-de-Védas) és un municipi occità del Llenguadoc, situat al departament de l'Erau i a la regió d'Occitània. L'any 2014 tenia 8.595 habitants.

## Geografia

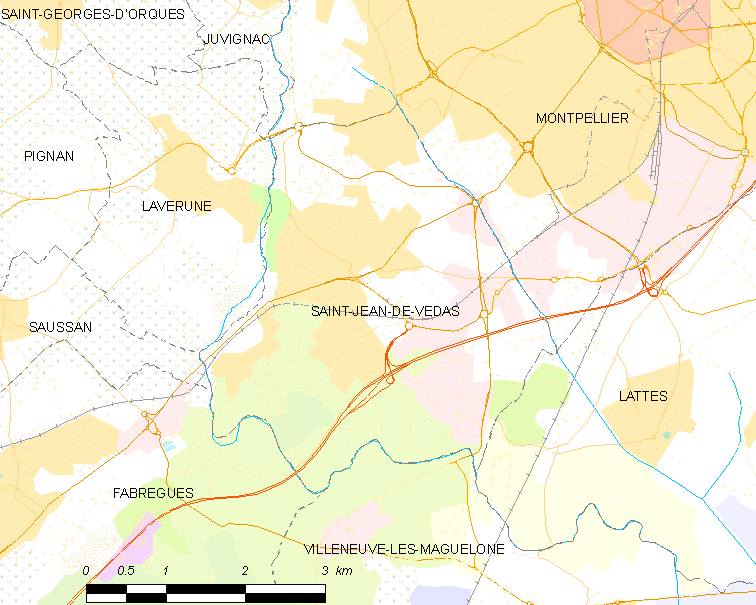
Mapa de la comuna de Sant Joan de Vedats

## Demografia

Població 1962-2008